# Mes meilleures amies (bande originale)
Bridesmaids - Original Motion Picture Soundtrack est la bande originale, distribué par Relativity Music Group, du film Mes meilleures amies, de Paul Feig, sorti en salles en 2011.

## Liste des titres
| No  | Titre                           | Artiste         | Durée |
| --- | ------------------------------- | --------------- | ----- |
| 1.  | Hold On                         | Wilson Phillips | 3:41  |
| 2.  | Rip Her to Shreds               | Blondie         | 3:22  |
| 3.  | Blister in the Sun              | Nouvelle Vague  | 3:14  |
| 4.  | Paper Bag                       | Fiona Apple     | 3:41  |
| 5.  | Do Wah Woo                      | Kate Nash       | 2:34  |
| 6.  | I've Just Begin (Having My Fun) | Britney Spears  | 3:23  |
| 7.  | My Love Is Your Love (Forever)  | Smokey Robinson | 2:24  |
| 8.  | It's Raining                    | Inara George    | 2:53  |
| 9.  | Violet                          | Hole            | 3:27  |
| 10. | Answering Bell                  | Ryan Adams      | 3:06  |
| 11. | Boogaloo Annie                  | Michael Andrews | 4:13  |
| 12. | Shakin' All Over                | Wanda Jackson   | 3:48  |
| 13. | Rip Her to Shreds [Live]        | Blondie         | 3:22  |